# Białołęka
Białołęka là một quận của Warsaw, thủ đô Ba Lan, nằm ở phía bắc thành phố.
Làng Białołęka được thiết lập năm 1425 và thuộc dòng họ Gołyński. Năm 1938 Białołęka có dân số 900 và thuộc đô thị Bródno. Năm 1994, Białołęka được đổi tên thành đô thị Warszawa-Białołęka và năm 2002 đã chuyển thành quận của Warsaw.

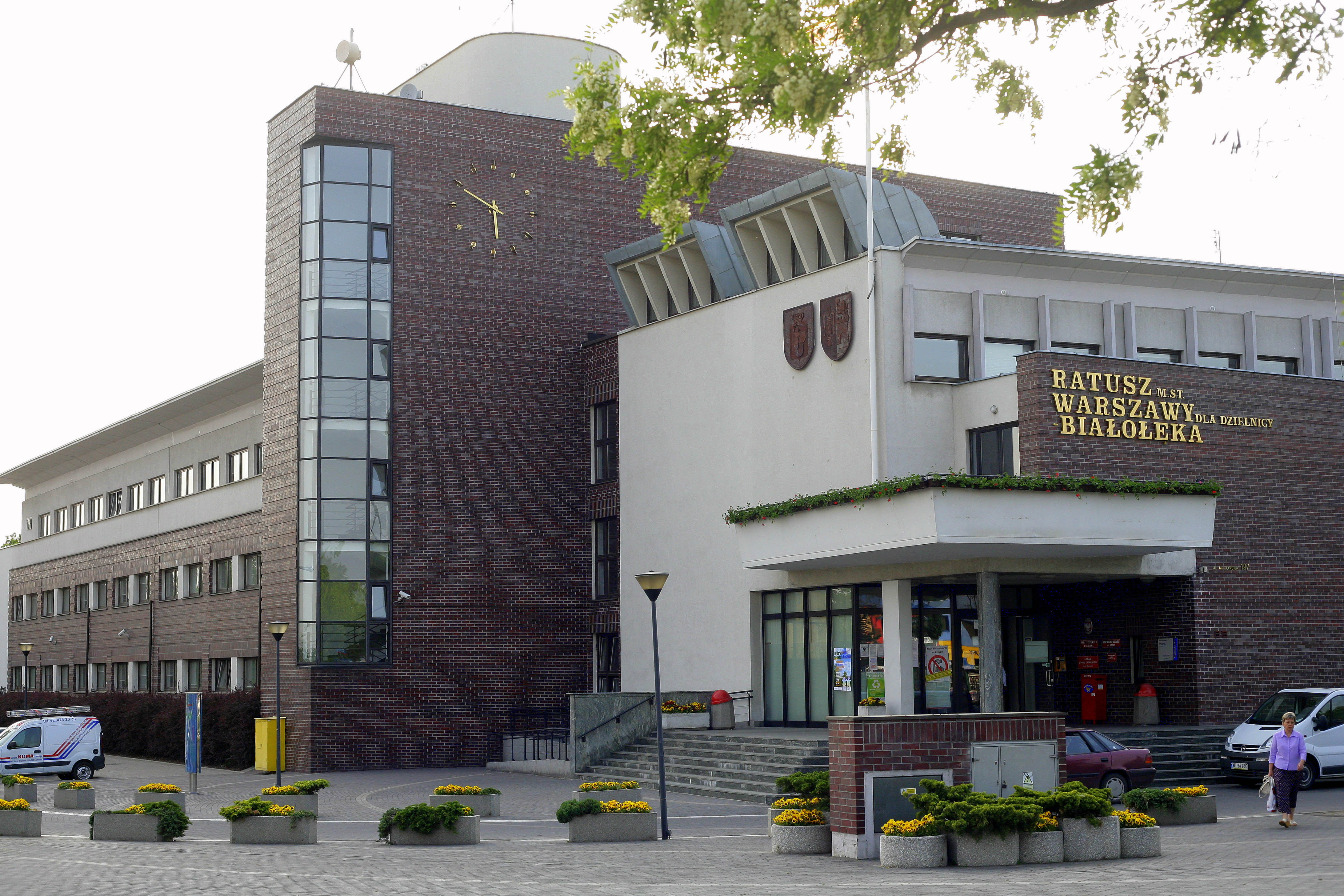
Tòa nhà chính quyền quận Białołęka
Các bộ phận của Białołęka
Phân khu của Białołęka